# San Gemini
San Gemini település Olaszországban, Terni megyében. Lakosainak száma 4729 fő (2023. január 1.). San Gemini Montecastrilli, Narni és Terni községekkel határos.

## Népesség
A település népessége az elmúlt években az alábbi módon változott:
| Lakosok száma | 5018 | 4985 | 4729 |
|               | 2017 | 2018 | 2023 |